# Бельгия на «Евровидении-2012»
Бельгия приняла участие в конкурсе песни Евровидение 2012 в Баку, Азербайджан. Своего представителя в стране огней Бельгийский телеканал Één выбрал внутренним отбором. Песня для бельгийского представителя была выбрана через конкурс Eurosong 2012, который организовывает телеканал Één.

## Национальный отбор
18 ноября 2011 года фламандский телеканал Één официально сообщил, что Бельгию будет представлять шестнадцатилетняя певица Айрис. Песня, с которой Айрис выступила на международной сцене в Баку, была выбрана телезрителями на конкурсе Eurosong 2012.
19 декабря 2011 года телеканал открыл приём песен для Айрис. Любой желающий мог подать заявку до 16 января 2012 года.

## Бельгия на Евровидение
Бельгия выступила в первом полуфинале конкурса, который прошёл 22 мая 2012 года.